# Gråsiding
Gråsiding (Clethrionomys rufocanus) är en art i underfamiljen sorkar och släktet skogssorkar. Inga underarter finns listade.

## Beskrivning
Gråsidingen är karakteristiskt tecknad med rödbrun rygg, blågrå sidor och kinder och ljusgrå buk. Den är en av de största skogssorkarna i Sverige: Kroppslängden ligger mellan 90 och 135 millimeter, den mellan 25 och 40 millimeter långa svansen oräknad. Svansen är kort, upptar omkring 25% av kroppslängden. Arten väger mellan 20 och 55 g.

## Utbredning
Gråsidingen är en nordlig art och förekommer i Skandinavien från Rogeland i Norge, sydligaste Norrland i Sverige samt i Finland från 65 grader N. Vidare finns den österut via norra Ryssland och Sibirien till Mongoliet, nordöstra Kina, Nordkorea och norra Japan (Hokkaido).
Även om den fortfarande är klassificerad som livskraftig ("LC") i Sverige av Sveriges Lantbruksuniversitet har den minskat mycket påtagligt i norra Skandinaviens och Rysslands skogslandskap sedan 1980-talet, något som anses bero på en kombination av ett mildare klimat som leder till isbarksbildning i stället för snö på marken, och en ökad skogsavverkning med skapande av kalhyggen som leder till habitatförlust för arten. Minskningen förväntas fortsätta. I Finland är gråsidingen redan fridlyst.
I övriga delar av utbredningsområdet har inte rapporterats några hot, men IUCN rekommenderar att delpopulationen i den nordvästra delen av utbredningsområdet övervakas.

## Ekologi
Gråsidingen lever i höglänt barr- och björkskog, gärna nära floddalar i klippig terräng. Den har också påträffats på torra torvmossar och fjällängar samt tundra med buskvegetation. Arten kan undantagsvis tränga in i byggnader. I Fennoskandia kan den gå upp till 1 170 m, i Nordasien till 2 700 m. Speciellt i norr kan den även finnas i lägre, kustnära områden. Den gräver inte gångar i marken, men kan gräva långa gångsystem i snön, ovan markytan.
Det klotformiga boet konstrueras av gräs, kvistar, barkstrimlor och mossa. Det placeras på markytan under rötter och stenar, ibland uppe i träd.
Den är främst aktiv under skymningen, men kan under sommaren även vara i rörelse på dagen.
Gråsidingen äter framför allt blad och örter. Även olika bär och kottar förtärs.

### Fortplantning
Fortplantningstiden sträcker sig från tidig sommar till augusti/september. Hanens revir omfattar flera honrevir. Honorna samsas inbördes, medan hanarna är aggressiva gentemot varandra. Honan föder 2–10 (vanligtvis 5–6) ungar per kull. Tre till fyra kullar kan produceras per år, unga honor producerar dock högst två.

## Taxonomi
Namnet Myodes har föreslagits för släktet. Se Skogssorkar.